# クラゲ (体制)
「クラゲ」は、浮遊性の刺胞動物門の動物や類似した動物の総称であるが、刺胞動物門の動物に見られる主要な体制の一つのことも指す。本稿ではこれについて述べる。生物としてのクラゲについてはクラゲの項を参照。

## 概説
刺胞動物門は、二胚葉性で、袋状の消化管を持ち、肛門がないのが特徴である。その具体的な構造としてはクラゲ型とポリプ型がある。ポリプ型が固着生活に適した姿であるのに対して、クラゲ型は浮遊生活に適した形と言える。
いわゆるクラゲと呼ばれる動物は、そのほとんどがここで言う意味でのクラゲであるが、例外もある。例えば管クラゲ類は群体性のクラゲであるが、それを構成する個々の個体を見ると、クラゲ型とポリプ型が混在している。
なお、例は多くないが、ポリプ型とクラゲ型の中間のものにアクチヌラがある。

## 構造
クラゲというのは、概して円盤状の形をしており、その周囲が口側に曲がるため、浅い場合は皿型、カップ型、深い場合は釣り鐘型の外見を持つ。いわゆる放射相称である。普通は口側を下にした姿勢をとっている。反口側は普通は凸面で、これを外傘(exumbella)、口側の凹面を下傘(subumbella)という。下傘中央には突き出した口柄があり、その先端に口が開くのが普通である。
ほとんどのクラゲは傘外周に発達する環状筋によって、傘を開いたり閉じたりするような運動を行うことで泳ぐことができる。傘の外周には触手が並び、これに刺胞があって、これによって小動物を捕らえ、捕食する。触手は、傘の周辺以外の、例えば口柄にも持つものもある。また、触手の基部などに平衡胞や、種によっては眼点などの感覚器が並ぶ。
口から傘の中央を消化器である胃腔が占め、そこから傘周辺へと管が伸びる。この管を水管と呼び、消化された成分を全身に運ぶなど、循環系としての役割を持つ。水管は胃腔から周辺へと放射状に伸びる放射水管と、傘周辺に環状に配置する環状水管とがある。このような、水管と胃のつながった、消化系と循環系の役割をする器官系は刺胞動物に特有のものであり、胃水管系と言われる。水管の配列などは上位分類の大きな特徴にもなっている。
体は外側の外胚葉と消化管内壁の内胚葉の二層からなるが、胃の上側に中膠が発達するのはクラゲ型の特徴の一つである。
クラゲの構造は分類群によってそれぞれに特徴があるので、それらを指す言葉として、たとえばヒドロ虫類のクラゲの型を指してヒドロクラゲなどと、分類群の名をつけた名を使うことがある。時には分類群名と同じになるのでややこしい。詳細については各群の項を参照。

## クラゲとクラゲ型
クラゲは一般にプランクトンであるが、ここで言うクラゲは体制の型であるから、必ずしも名称や印象とは一致しない。たとえば十文字クラゲ類は固着性であるが、構造的にはクラゲである。管クラゲの場合、群体全体はゼリー状で浮遊性であるからクラゲと呼ばれるが、これは群体であり、多数の個虫の集団である。それを個々に見れば、傘を持つクラゲ型の個体も多く含まれるが、たとえば栄養個虫と呼ばれるものは、円筒形の体に大きな口を持ち、明らかにポリプ型である。逆に群体を作るヒドロ虫類の中にはクラゲを放出せず、退化した形で生殖個虫の上に形成されるだけ、という例があるが、これはクラゲ型がクラゲにならない例でもある。
またクラゲ型ではあるがあまり遊泳も浮遊もしないものにサカサクラゲやエダアシクラゲがある。前者は傘の上面を下に、底質に張り付くことが多い。後者は触手に付着器を持ち、それによって海藻などに張り付いていることが多い。その近縁群であるハイクラゲは更に匍匐生活に適応し、傘型をほぼ失っている。

## 生殖
花虫綱のものはクラゲを作らない。それ以外の群はクラゲを生じる。クラゲは、普通はポリプから無性生殖的に生じ、あとにポリプが残る。クラゲを生じるものでは、生殖腺は必ずクラゲで発達する。すなわちクラゲが有性生殖を行う。ある程度以上ポリプが発達するものでは、ポリプが無性生殖、クラゲが有性生殖という世代交代が行われると説明される場合もある。
なお、クラゲが無性生殖を行う例も少ないながら知られている。

## 発生
多くのクラゲはポリプから生じる。鉢クラゲ類では、ポリプからクラゲが形成される場合、ポリプの縦分裂が生じ、基部はポリプとして残り、先端側がクラゲになる。その際にポリプが多数のくびれを生じて一気に多分裂を起こし、それぞれがクラゲ型になるにつれ、多数の皿を重ねたような状態になる。この状態のポリプをストロビラ、この現象をストロビレーションと言う。
分離した当初のクラゲの幼生は、八枚の縁弁を持ち、傘が深く切れ込んだような姿である。環状水管はない。これをエフィラといい、次第に成長してクラゲの成体となる。
ヒドロ虫類は、クラゲがポリプから出芽によって生じる。特に分化した生殖個虫の側面に多数のクラゲ芽を発達させる例もある。このようなものが殻に包まれている場合もある。クラゲは普通は独立して生活をするが、クラゲ型の退化傾向を見せる例があり、クラゲが小さく寿命が短いもの、ごく単純な構造しか持たない物から、独立せず、クラゲ型の個虫として有性生殖するものや、ほとんどクラゲ型の性質を失ったものまである。最後のものでは、ポリプ型の生殖個虫に生殖巣が付属したような形になり、これを子嚢という。
箱クラゲ類の場合、ポリプ全体がクラゲに変化する。鉢クラゲ類の一部や硬クラゲ類などでは卵からポリプを経ずに直接にクラゲ型に発生する。途中にアクチヌラを経過する例もある。